# Ferdinand Maximilian Brokoff

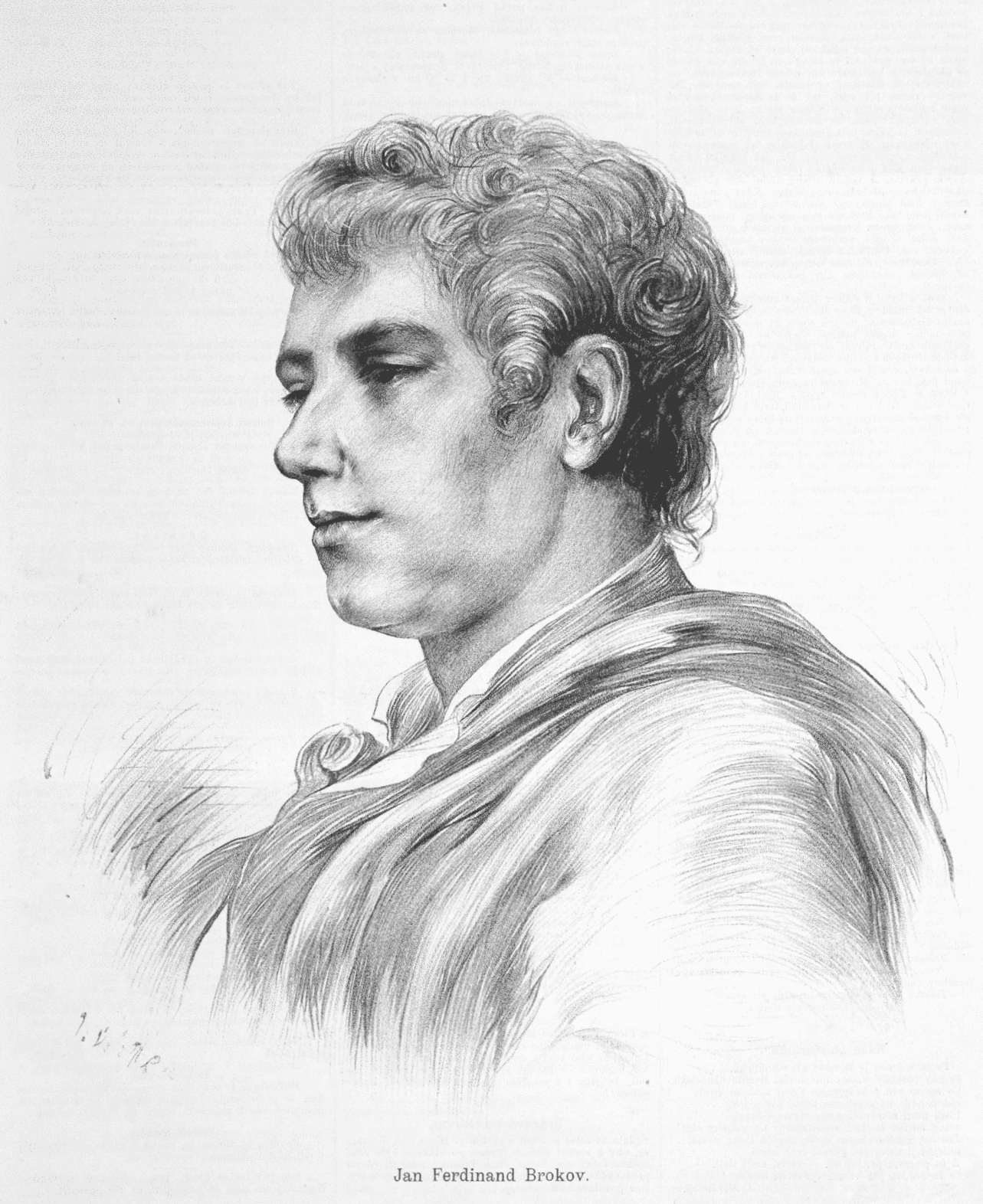
Ferdinand Maxmilián Brokoff

Ferdinand Maximilian Brokoff (auch: Brokof, Prokop, tschechisch: Ferdinand Maxmilián Brokoff) (getauft 9. September 1688 in Rothenhaus; † 8. März 1731 in Prag) war ein böhmischer Bildhauer des Barocks.

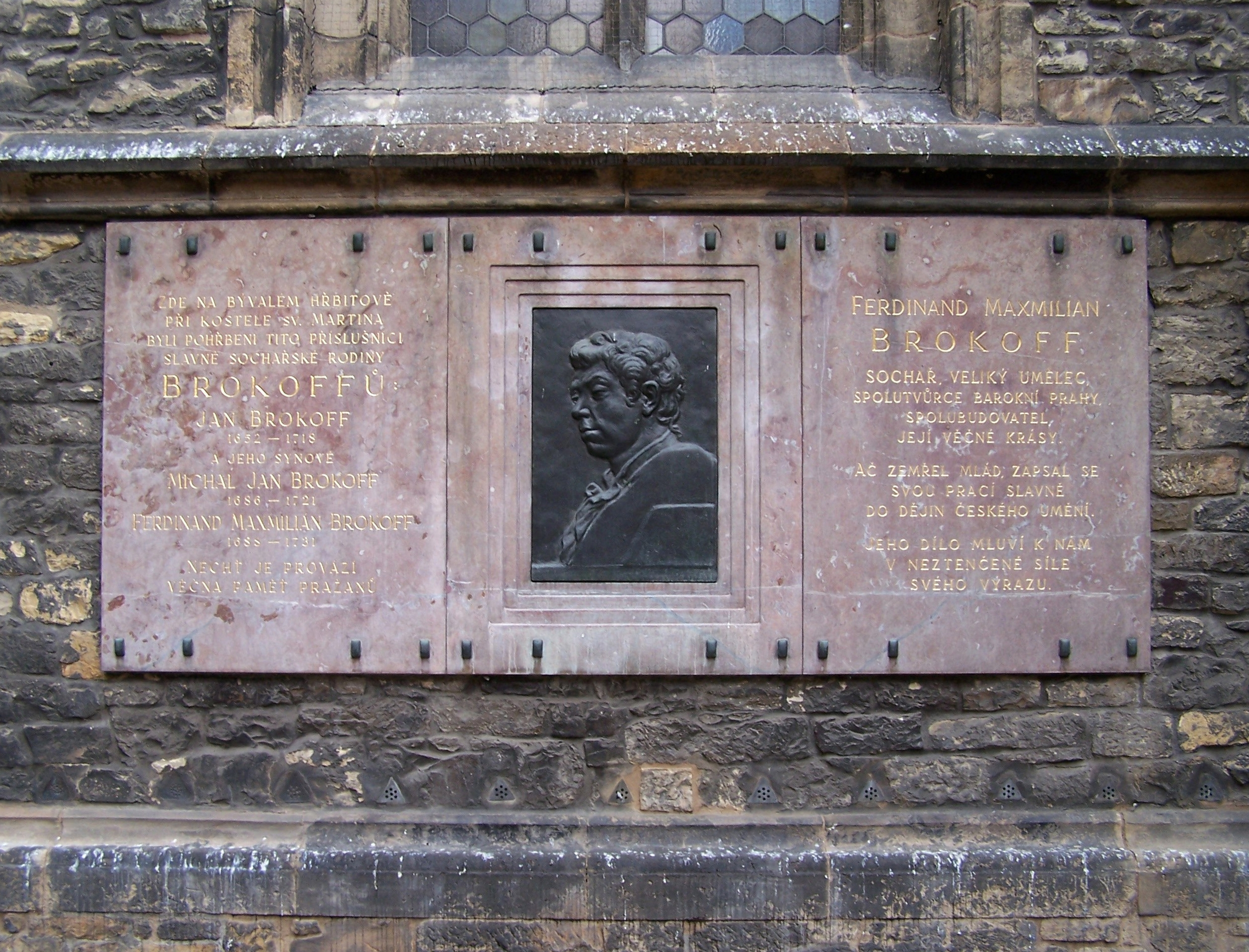
Gedenktafel für Ferdinand Maximilian Brokoff an der Prager Kirche St. Martin in der Mauer

## Herkunft
Ferdinand Maximilian Brokoff entstammte einer Bildhauerfamilie aus Georgenberg (Spišská Sobota) in der Gespanschaft Zips. Sein Vater Johann Brokoff kam nach seiner Ausbildung in Regensburg auf der Wanderschaft nach Prag und machte sich 1670 mit einer Bildhauerwerkstatt selbständig, in der beide Söhne (Michael Johann Brokoff und der um zwei Jahre jüngere Ferdinand Maximilian Brokoff) tätig waren. 

## Ausbildung und Beruf
Ferdinand war Schüler seines Vaters und setzte seine Ausbildung bei dem Plastiker Andreas Quitainer fort. Ab 1707 besaß er das Bürgerrecht der Prager Altstadt und war er in der Familienwerkstatt tätig. Seine Vorbilder bei der Gestaltung seiner plastischen Werke waren Giovanni Lorenzo Bernini und Matthias Bernhard Braun.
Brokoff beteiligte sich ab 1707 mit selbständigen Arbeiten an der plastischen Ausschmückung der Karlsbrücke. Mit diesen Figurenkompositionen wurde er bald bekannt, und es folgten große Aufträge des Prager und des böhmischen Adels. 
Bedeutend wurde für Brokoff die Zusammenarbeit mit Johann Bernhard Fischer von Erlach, nach dessen Entwurf er das in der Kirche St. Jakob befindliche Grabmal des böhmischen Oberstkanzlers Johann Wenzel Wratislaw von Mitrowitz schuf. 1722 wurde er von Fischer von Erlach nach Breslau gerufen, wo ihm der Auftrag für den plastischen Schmuck der Domkapelle übertragen wurde. 1726 arbeitete er wieder in Prag und schuf u. a. die Mariensäule mit den Skulpturen der acht Landespatrone auf dem Hradschin. 1728 erwarb er das Bürgerrecht der Prager Neustadt. Im gleichen Jahr fertigte er in Wien das Modell für den stuckierten Hochaltar der Karlskirche. 
1729 folgte ein großer Auftrag des Zisterzienserklosters Grüssau in Schlesien, bei dem ihm die Ausschmückung der im Bau befindlichen Klosterkirche übertragen wurde. Dort arbeitete er an den Modellen bis 1730. Nach seinem frühen Tod übernahm sein Schüler Anton Dorazil mit einer Bildhauerwerkstatt aus Prag die Leitung und Vollendung der Arbeiten.
Bestattet wurde Brokoff wie sein Vater und sein Bruder Michael Brokoff auf dem nicht mehr bestehenden Friedhof bei der Kirche St. Martin in der Mauer zu Prag. Heute erinnert eine Gedenktafel an der Kirche mit dem Bildnis Ferdinand Maximilians an die Bildhauerfamilie.
Der Asteroid (6769) Brokoff wurde im Jahr 2000 nach ihm benannt.

## Werke

### In Prag
- Karlsbrücke: Hl. Barbara, Hl. Margaretha und Hl. Elisabeth (1707); Hl. Kajetan (1709); Hl. Franz von Borgia (1710); Hl. Franz Xaver (1711); Hl. Vinzenz und Hl. Prokop (1712); Hl. Johannes von Matha, Hl. Felix von Valois und Hl. Iwan (1714); Hl. Veit (1714)
- Hrzán-Palais: Fassadenschmuck
- Morzin-Palais: Allegorien Tag und Nacht über dem Portal und weiterer Figurenschmuck
- Zum goldenen Hirsch (U zlatého jelena, Tomášska ul. Nr. 4): Skulpturengruppe Hl. Hubertus vor dem Hirsch kniend
- Hradschiner Platz: Mariensäule mit Skulpturen der acht Landespatrone (1726)
- St.-Georgs-Basilika (Bazilika stvatého Jiří): Statue des Hl. Johannes von Nepomuk
- St.-Jakobs-Kirche (Kostel svatého Jakuba): Grabmal des Oberstkanzlers Johann Wenzel Wratislaw von Mitrowitz (zusammen mit J. B. Fischer von Erlach)
- St.-Thomas-Kirche (Kostel svatého Tomáše): Plastiken der böhmischen Landespatrone
- Teynkirche: Marmorrelief Familie Christi
- St.-Gallus-Kirche (Kostel svatého Havla): Plastiken der Kalvarienberg-Kapelle

### In anderen Orten in Böhmen

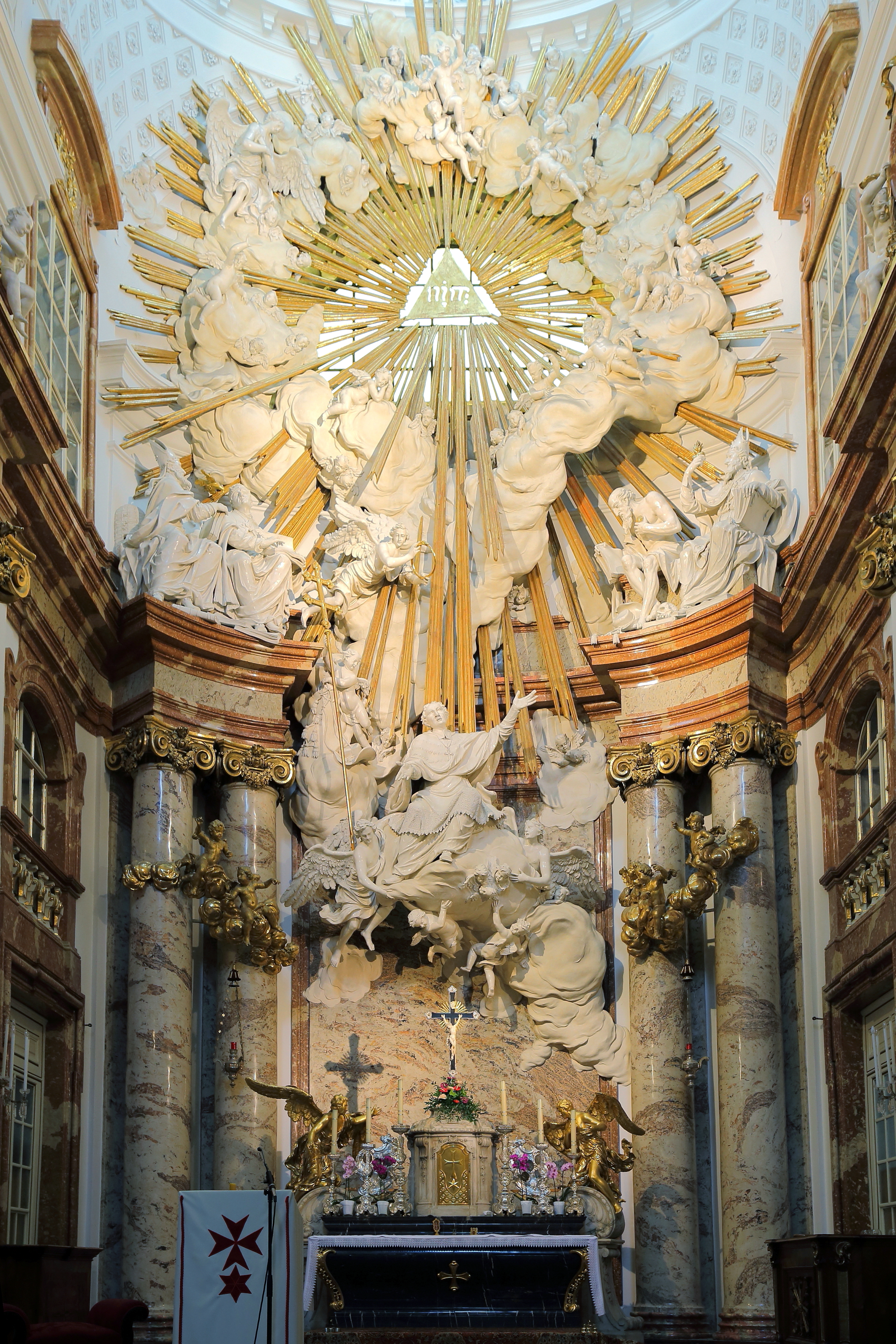
Hochaltar der Wiener Karlskirche

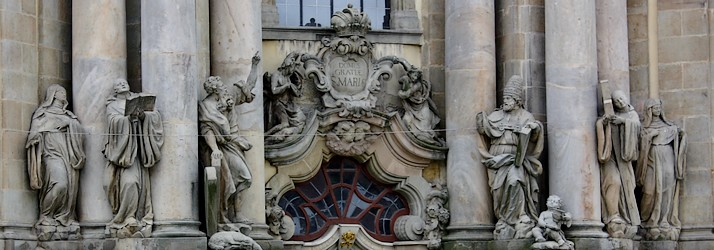
Fassadenskulpturen Klosterkirche Grüssau

- Dux: plastische Innenausstattung des Waldstein-Schlosses (zusammen mit Matthias Bernhard Braun und Wenzel Lorenz Reiner)
- Horschin (Hořin) bei Mělník: Statue des Hl. Nepomuk im Park des Lobkowitz-Jagdschlosses

### In Wien
- Karlskirche: Modell für die stuckierte Szene am Hochaltar (1728, vermutlich auch Ausführung)
- Michaelerkirche: Epitaph des Fürsten Trautson (1723–1724, zusammen mit Fischer v. Erlach)

### In Schlesien
- Breslau (Wrocław), Kurfürstenkapelle im Breslauer Dom: Statuen von Aaron und Moses, Engelsfigur über dem Altar, Portalschmuck mit Szenen Himmelfahrt Christi, Hölle, Tod des Jacobus und Letztes Abendmahl
- Breslau, St.-Elisabeth-Kirche (Kościół Św. Elżbiety): Epitaph für Johann Georg von Wolff (Entwurf Fischer von Erlach)
- Grüssau, Klosterkirche: Fassadenskulpturen Moses und die Hll. Benedikt von Nursia, Scholastika, Gregor d. Gr., Bernhard von Clairvaux sowie Luitgart von Tongern; darüber: Putten mit Banderolen; darüber in Seitennischen: Verkündigung Mariä und Heimsuchung Mariä; Entwürfe für die Fassadenbekrönungen;  Entwurf des architektonisch-bildhauerischen Hochaltars; Chorgestühl; Orgelprospekt